# Диспек
Диспек (њем. Diespeck) општина је у њемачкој савезној држави Баварска. Једно је од 38 општинских средишта округа Нојштат ан дер Ајш-Бад Виндсхајм. Према процјени из 2010. у општини је живјело 3.665 становника. Посједује регионалну шифру (AGS) 9575118.

## Географски и демографски подаци
Диспек се налази у савезној држави Баварска у округу Нојштат ан дер Ајш-Бад Виндсхајм. Општина се налази на надморској висини од 301 метра. Површина општине износи 21,0 km². У самом мјесту је, према процјени из 2010. године, живјело 3.665 становника. Просјечна густина становништва износи 175 становника/km².

## Међународна сарадња
| Мјесто | Држава    | Врста сарадње | Од    |
| ------ | --------- | ------------- | ----- |
| Емутје | Француска | партнерство   | 1994. |
| Извор  |           |               |       |